# Дьяченко Михайло Петрович
Миха́йло Петро́вич Дьяче́нко (9 травня 1909 — 24 квітня 1982) — радянський військовик, в роки Другої світової війни — старшина кулеметної роти мотострілецького батальйону 14-ї гвардійської механізованої бригади 4-го гвардійського механізованого корпусу, гвардії старшина, повний кавалер ордена Слави.

## Життєпис
Народився в селі Царівка, нині Новоайдарського району Луганської області, в селянській родині. Українець. Здобув початкову освіту. В роки радянсько-української війни осиротів, наймитував. З 1929 по 1932 роки працював конюхом на Державному кінному заводі.
У 1932 році призваний до лав РСЧА. Після закінчення строкової служби залишився на понадстрокову. Під час військової служби продовжив навчання. Демобілізувався у 1937 році. Працював головою сільпо, керував відділком насінницького радгоспу в Сухініцькому районі Калузької області Росії. У 1939 році вдруге призваний до лав РСЧА, направлений у дорожньо-будівельний полк.
На фронтах німецько-радянської війни з вересня 1941 року. Воював на Західному фронті, під Вязьмою (Смоленська область) потрапив в оточення. Після виходу до своїх направлений у 63-тю стрілецьку дивізію на посаду командира кулеметної обслуги. У 1942 році, перебуваючи на сталінградському напрямку, був важко поранений. Після одужання направлений у 4-й гвардійський механізований корпус. Воював на 3-му, 2-му та 4-му Українських фронтах.
Під час боїв за Белград (Сербія) з 26 квітня 1944 року командир кулеметної обслуги 2-го мотострілецького батальйону гвардії старший сержант М. Дьяченко весь час діяв попереду. Під час ворожої атаки з особистої зброї знищив 5 і полонив 7 солдатів супротивника, ще 20 солдатів і офіцерів ворога знищила обслуга його кулемету.
9 грудня 1944 року в бою за місто Балашшад'ярмат (Угорщина) гвардії старший сержант М. Дьяченко зайняв місце біля кулемета, обслуга якого загинула, і влучним вогнем знищив понад 10 солдатів супротивника. Був поранений і контужений, але не полишив своє місце до закінчення бою.
У боях 16—19 грудня 1944 року за місто Сечень і височини південніше м. Кросно (Польща) гвардії сержант М. Дьяченко замінив вибулого командира взводу. При відбитті ворожої контратаки вміло організував оборону, внаслідок чого супротивник зазнав значних втрат.
Після демобілізації у 1945 році повернувся на батьківщину. Мешкав і працював у радгоспі «Жовтневий» Слов'яносербського району Луганської області. Помер і похований у селі Жовтому того ж району.

## Нагороди
Нагороджений орденами Червоної Зірки (1942), Слави 1-го (15.05.1946), 2-го (09.04.1945) та 3-го (31.10.1944) ступенів і медалями.